# Tiszacsermely
Tiszacsermely község Borsod-Abaúj-Zemplén vármegyében, a Cigándi járásban.

## Fekvése
A Zempléni-hegység és az Alföld határánál található, a Bodrogközben, Sárospataktól mintegy 20 kilométerre keletre. Csermely nevű településrésze közvetlenül a Tisza gátjánál ér véget; a gáttól a Tisza mintegy 500 méterre folyik.

### Megközelítése
A vízitúra-útvonalakat leszámítva a község csak közúton közelíthető meg, Sárospatak és Cigánd felől egyaránt a 3814-es úton. A nyugati szomszédságában fekvő Tiszakaráddal egy számozatlan, alsóbbrendű út köti össze; arról az útról közelíthető meg a felső-tiszai térség legnagyobb egybefüggő folyóparti partifecske-telepe is, amely a környék kevés különleges látnivalói közé tartozik.

## Története
Tiszacsermely több kisebb nagyobb tanyából jött létre 1948-ban. Kishalász, József major, Csermely, Határszél, Mérnök tanya, Holecskó, Harkó tanyák alkotják. Ma kb. 700 lakosa van. Területéhez tartozik még pár ma már nem létező tanya is, amelyek neve még valamilyen szinten él az ott lakok között (pl: Nyúlvár, Újrakodó, Kökényes stb.) Ennek köszönhetően Tiszacsermely település szerkezete nagyon szórt képet mutat.
Történetéhez tartozik, hogy a II. világháború előttig Tiszakarádhoz tartozott, és csak a háború után lett különálló település. Önállóságát a központosítás ellenére sikerült megőriznie, de 70-es években ebből sokat veszített. A Termelő Szövetkezetét Tiszakarádhoz csatolták.
Cigánddal közös ártéri részén az 1980-as évek végéig fenn maradt egy ártéri gyümölcsös.
A falu leromlásához nagyban hozzájárult a Bodrogközi Gazdasági Vasút felszámolása (1976).
A '80.-as években nagyon sokan elvándoroltak a falúból és jelenleg elég elöregedett a település.
A 2000-es évek elejéig a Tisza parton egy remek fürdőhely állt a helyiek rendelkezésére, de ez az elmúlt 10 évben szinte teljesen eltűnt.

## Közélete

### Polgármesterei
- 1990–1994: Dr. Szabó Sándor (független)[3]
- 1994–1998: Kecsmár István (független)[4]
- 1998–2002: Kecsmár István (független)[5]
- 2002–2006: Kecsmár István (független)[6]
- 2006–2010: Kecsmár István (Zempléni Településszövetség)[7]
- 2010–2014: Kecsmár István (független)[8]
- 2014–2019: Kecsmár István (független)[9]
- 2019–2024: Kecsmár István (független)[10]
- 2024– : Kecsmár István (független)[1]

## Népesség
A település népességének változása:
| Lakosok száma | 577  | 558  | 548  | 458  | 402  | 424  | 439  |
|               | 2013 | 2014 | 2015 | 2021 | 2022 | 2023 | 2024 |

2001-ben a település lakosságának 78%-a magyar, 22%-a cigány nemzetiségűnek vallotta magát.
A 2011-es népszámlálás során a lakosok 95,8%-a magyarnak, 39,9% cigánynak mondta magát (4,2% nem nyilatkozott; a kettős identitások miatt a végösszeg nagyobb lehet 100%-nál). A vallási megoszlás a következő volt: római katolikus 31,2%, református 30,3%, görögkatolikus 2,4%, evangélikus 0,3%, felekezeten kívüli 25,3% (8,2% nem válaszolt).
2022-ben a lakosság 89,8%-a vallotta magát magyarnak, 26,1% cigánynak, 0,2% németnek, 0,2% szlováknak, 0,7% egyéb, nem hazai nemzetiségűnek (10,2% nem nyilatkozott; a kettős identitások miatt a végösszeg nagyobb lehet 100%-nál). Vallásuk szerint 15,7% volt római katolikus, 24,6% református, 2% görög katolikus, 12,2% felekezeten kívüli (45,5% nem válaszolt).

## Nevezetességei
Tiszacsermely és Cigánd között található meg a Tisza egyik legszebb (nem kijelölt) fürdőhelye. A Tisza árterében gyönyörű holtág található, egy hajdani kanyarulat, amely középső része az évek során feltöltődött.
A Mérnök tanyától délre pár száz méterre, Tiszakarád irányában az 1950-es években honfoglalás kori sírokat tártak föl.
Tiszakaráddal közös Tiszai határrésznél található az ún. Verem-szög, ahol a Tisza különösen mély. Egyes mérések 24 méteres mélységet is mutattak.

## Külső hivatkozások
- Tiszacsermely a szeporszag.hu -n